# Relations entre l'Allemagne et la Namibie
Les relations entre l’Allemagne et la Namibie sont d’une importance particulière pour les deux pays dans la mesure où la Namibie a été colonisée et occupée par l’Empire allemand au XIXe siècle. Il existe également une communauté d’environ 30 000 Germano-Namibiens résidant aujourd’hui en Namibie. Les deux nations sont membres des Nations Unies. Culturellement, les deux pays font partie de la germanosphère.

## Histoire

### Relations précoloniales
Les premiers contacts entre les peuples des deux pays ont eu lieu lorsque des missionnaires allemands ont été embauchés par la London Missionary Society pour commencer à travailler dans le sud de la Namibie à la fin du XVIIIe siècle et au début du XIXe siècle.

### Sud-Ouest africain allemand et génocide des Herero et des Nama
Pendant la ruée vers l'Afrique, alors que la Namibie actuelle était occupée par l'Allemagne et connue sous le nom de Sud-Ouest africain allemand, le Royaume-Uni occupait le port de Walvis Bay, qui dépendait administrativement de la colonie du Cap. En 1890, le gouvernement britannique cède la bande de Caprivi aux Allemands, en échange de leur renonciation à leurs revendications sur Zanzibar (qui a été transféré au Royaume-Uni).
Entre 1904 et 1908, l’Allemagne a mené un génocide contre les peuples Herero et Nama de Namibie. Le génocide a commencé en 1904 après une rébellion des Herero et des Nama contre la saisie de leurs terres et de leur bétail par les Allemands. En représailles, l'administration militaire allemande dirigée par Lothar von Trotha a appelé à l'extermination de la population. Des dizaines de milliers de Herero et de Nama ont été tués pendant le génocide.
En 1915, pendant la Première Guerre mondiale, les troupes sud-africaines envahissent et occupent le territoire. Après la guerre, avec la signature du traité de Versailles, l'Allemagne est contrainte de transférer son territoire à l'Union sud-africaine, qui était à l'époque un dominion autonome de l'Empire britannique. Le territoire s'appellera Sud-Ouest africain pendant les 70 années qui s'ensuivront.

### Les deux Allemagnes
Les africanistes est-allemands ont joué un rôle pionnier dans l’étude du génocide des Héréros et des Namas, sujet largement négligé par leurs homologues de l’Ouest. Interprétant ces événements à travers une grille marxiste, ils y voyaient une guerre de libération contre l’impérialisme capitaliste. Faute d’accès au terrain, leurs travaux s’appuyaient sur des sources écrites. Horst Drechsler fut le premier à qualifier explicitement ces massacres de « génocide ». Ils ont par ailleurs tenté de construire une tradition anticolonialiste dans la gauche allemande. Engagée aux côtés des mouvements de libération comme la SWAPO, la RDA inscrivait la lutte namibienne dans un combat global du socialisme contre le fascisme. 
L'Allemagne de l'Ouest quant à elle a beaucoup plus de mal à reconnaître sa responsabilité dans le génocide des Héréros et des Namas ; ses représentants se retirent notamment d'une conférence organisée en Suède en 1966 sur le sujet, dénonçant un « complot communiste » et cherchant à préserver une image positive de son passé colonial. La rupture déﬁnitive intervient en 1973 : la SWAPO est admise à l’ONU en tant que représentante oﬃcielle de la Namibie. La RFA, membre des Nations Unies depuis trois ans, est bien obligée de prendre position : elle décidera en 1978 de soutenir l’indépendance du territoire.

### Indépendance de la Namibie et relations post-indépendance
En 1966, la SWAPO a lancé une lutte armée contre l'occupation sud-africaine, connue sous le nom de guerre de la frontière sud-africaine. En 1989, les hostilités ont cessé et, en mars 1990, la Namibie est devenue une nation indépendante. L'indépendance de la Namibie a coïncidé avec la réunification allemande en octobre de la même année, les deux nations ayant établi des relations diplomatiques. En mars 1998, le président allemand Roman Herzog effectue une visite officielle en Namibie.
En août 2004, la ministre allemande du Développement, Heidemarie Wieczorek-Zeul, reconnaît la responsabilité historique et morale de l'Allemagne dans le génocide des peuples Herero et Nama. En conséquence, l’Allemagne décide de fournir une aide au développement à la Namibie. En septembre 2011, le gouvernement allemand a restitué à la Namibie des crânes provenant de massacres de l’époque coloniale. D'autres crânes et ossements ont été restitués lors de cérémonies distinctes en 2014 et 2018.
En 2015, des négociations commencent entre les gouvernements allemand et namibien concernant des excuses officielles et une aide financière. En 2016, le gouvernement allemand a reconnu le massacre des Herero et des Nama par les troupes allemandes comme un génocide dans un document officiel.
En mai 2021, les deux pays ont annoncé la conclusion d'un accord par lequel l'Allemagne reconnaît les atrocités commises contre les peuples Herero et Nama au début du XXe siècle comme un génocide. Le gouvernement allemand s'est engagé à consacrer 1,1 milliard d'euros sur 30 ans aux infrastructures et à l'aide au développement en Namibie. Ces paiements n'incluent pas les réparations.
En 2020, l’aide bilatérale de l’Allemagne à la Namibie s’élevait à 45,16 millions d’euros.
Les relations entre l'Allemagne et la Namibie se sont détériorées en 2024, après que le président Hage Geingob a critiqué le soutien de l'Allemagne à Israël dans l'affaire Afrique du Sud contre Israël devant la Cour internationale de justice. Geingob a déclaré que l'Allemagne était « incapable de tirer les leçons de sa terrible histoire ».

## Accords bilatéraux
Les deux pays ont signé quelques accords bilatéraux tels qu'un accord visant à éviter la double imposition et à prévenir l'évasion fiscale en matière d'impôts sur le revenu et sur la fortune (1996) et un accord sur la promotion des investissements (1997),.

## Tourisme et transport
Environ 120 000 touristes allemands visitent la Namibie chaque année. Il existe des vols directs entre Francfort et Windhoek opérés par Eurowings Discover.

## Commerce
En 2018, les échanges commerciaux entre les deux pays ont totalisé 200 millions d'euros. Les principales exportations de l'Allemagne vers la Namibie comprennent : des machines, des produits alimentaires, des produits électrotechniques, de l'électronique, des produits chimiques, des produits automobiles, des technologies de mesure et de contrôle. Les principaux produits d'exportation de la Namibie vers l'Allemagne comprennent : les métaux non ferreux, les produits alimentaires, les matières premières (à l'exception des carburants), les produits automobiles, les machines, les produits en cuir et les huiles naturelles.
En août 2021, les deux pays ont signé une déclaration d’intention conjointe (JCoI) afin d’établir un partenariat sur l’hydrogène vert. En mai 2023, une société namibienne, Hyphen Hydrogen Energy, filiale d'Energtrag, dont le siège est en Allemagne, a conclu un accord sur un projet d'hydrogène vert de 10 milliards de dollars avec le gouvernement namibien pour exporter sa production vers l'Europe une fois construite dans le parc national de Sperrgebiet.

## Missions diplomatiques résidentes
- L'Allemagne dispose d'une ambassade à Windhoek[16].
- La Namibie dispose d'une ambassade à Berlin[17].

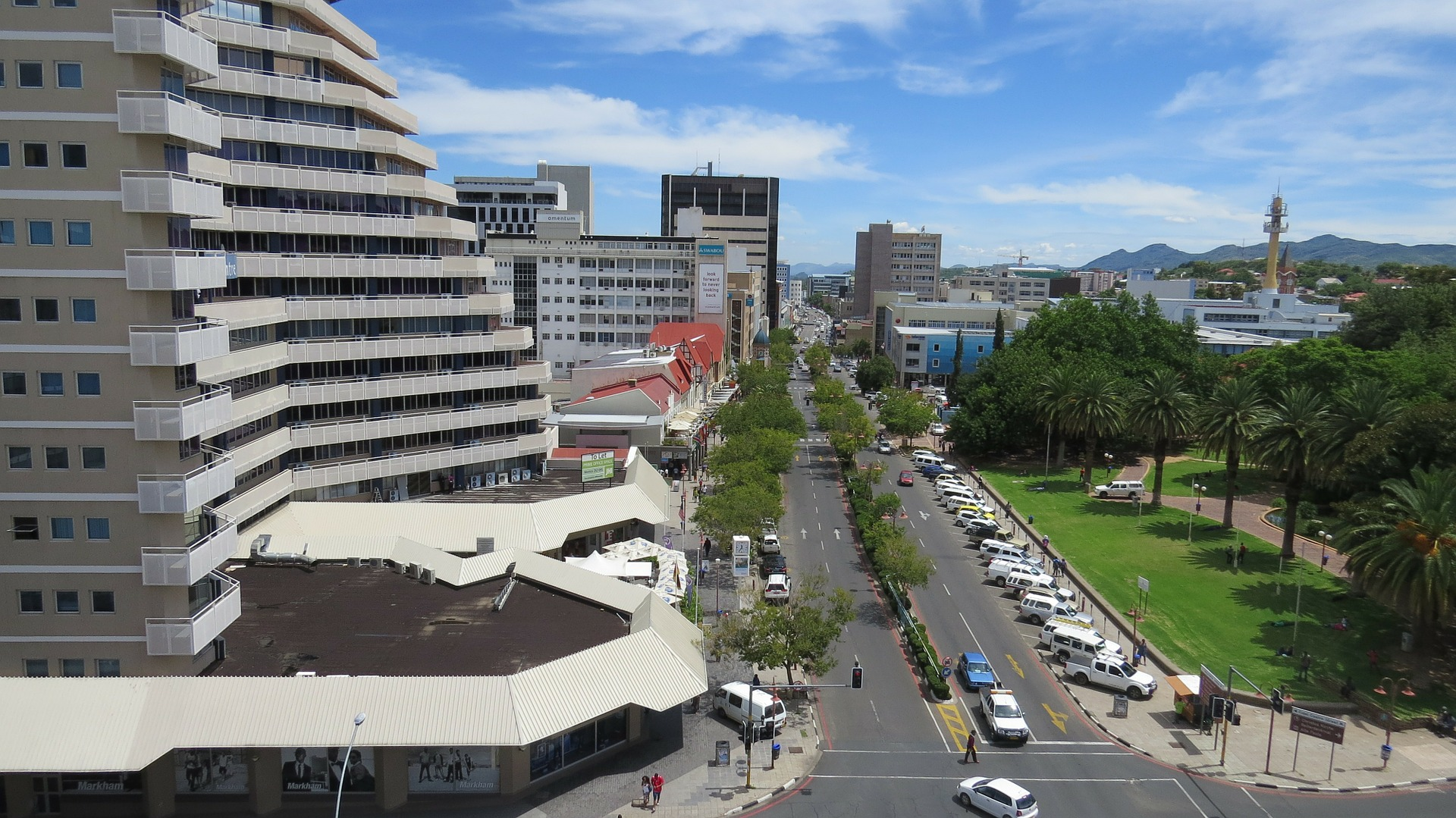
Centre Sanlam (à gauche) abritant l'ambassade d'Allemagne à Windhoek.
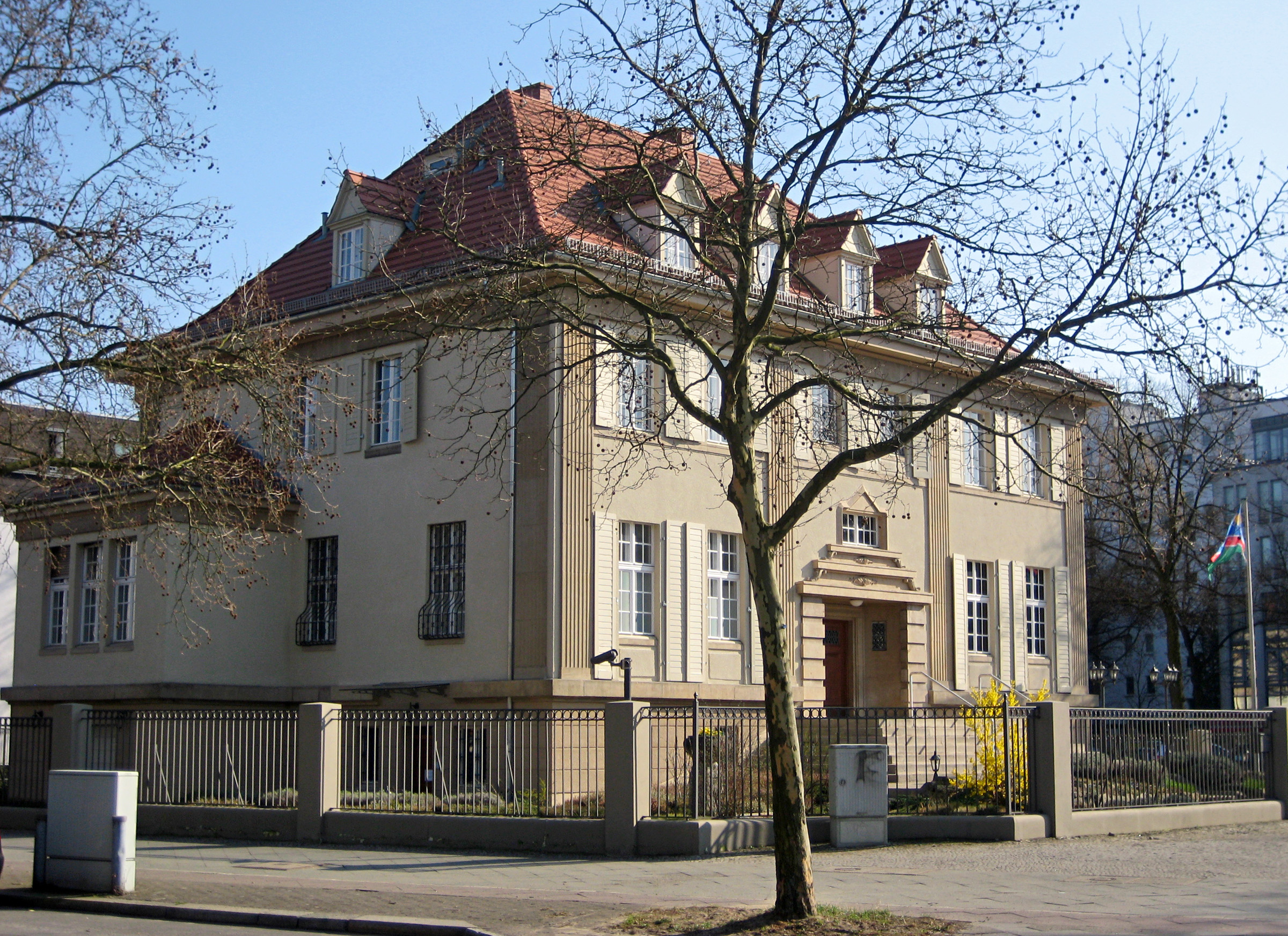
Ambassade de Namibie à Berlin.